# Génération identitaire
Génération identitaire (abreviado como GI) fue un movimiento político de extrema derecha francés. Fue creado en septiembre de 2012 y disuelto por el gobierno en el Consejo de Ministros en marzo de 2021. El movimiento era nacionalista blanco, islamófobo y anti-LGBT, defendiendo también un identitarismo cristiano.
Heredero de Jeunesses identitaires (2002) y Une autre jeunesse (2009), el movimiento se dio a conocer, en particular, ocupando las obras de construcción de una mezquita en Poitiers en 2012. Concebido inicialmente como la rama juvenil del Bloc Identitaire, obtuvo su autonomía en 2016, cuando el “Bloc” se convirtió en Les Identitaires.
En marzo de 2021, Génération identitaire se disolvió por decreto del Consejo de Ministros sobre la base del código de seguridad interior. El movimiento fue acusado por el gobierno de incitar al odio, recurriendo a la discriminación o a la violencia contra las personas por su origen, su etnia y su religión, y por tener características de una milicia privada así como vínculos con pequeños grupos de ultraderecha que defienden teorías racialistas o supremacistas.

## Organización

### Presidente
- 2012-2019: Arnaud Martin[7][8]
- 2019-2021: Clément Gandelin

### Portavoz
- 2012-2015: Damien Rieu
- 2015-2019: Clément Gandelin y Romain Espino[8]
- 2019-2020: Romain Espino y Anaïs Lignier
- 2020-2021: Romain Espino y Thaïs d'Escufon[9]

## Manifestaciones

### Bataclan
El 25 de noviembre de 2017, Génération identitaire organizó una manifestación por la defensa de Europa contra los islamistas frente al Bataclan. Prohibida por el prefecto de policía Michel Delpuech, la manifestación dio lugar a quince detenciones.

### Campaña ‘anti-escoria’
Entre 2013 y 2014, el movimiento lanzó una campaña “Generación Anti-escoria”, cuyo objetivo era denunciar la inseguridad generalizada en las ciudades y en el transporte público. El otro objetivo era invitar a los jóvenes franceses a aprender a defenderse, ya que, según afirmaba el movimiento, el Estado se mostraba incapaz de garantizar el orden y la justicia. El movimiento organizó cursos de autodefensa en varias ciudades de Francia para aprender los fundamentos de la autodefensa.

### Caso Adrien Perez
El 7 de agosto de 2018, Génération Identitaire participó en una marcha silenciosa en homenaje a Adrien Perez, fallecido a los 26 años tras un atentado a la salida de una discoteca en Meylan. El 11 de agosto, la asociación se reunió frente al Palacio de Justicia de Grenoble con una pancarta, camisetas y un cartel que decía “Generación anti-escoria” para exigir justicia para Adrien. La familia de Perez denunció, a través de su abogado, Denis Dreyfus, «la incitación al racismo orquestada por los identitarios». A raíz de estos comentarios, el abogado fue objeto de un comunicado de prensa antijudío que llamaba a la violencia, publicado por el sitio web democratieparticipative.

### Frontera franco-italiana de los Altos Alpes
En abril de 2018, Génération Identitaire llevó a cabo acciones de comunicación contra la inmigración en la frontera franco-italiana, desplegando pancartas con el mensaje “Frontera cerrada. No haréis de Europa vuestro hogar. De ningún modo. Ir a casa”. Pierre Henry y Benoît Hamon pidieron la disolución de la asociación. El presidente del movimiento, Clément Gandelin, su portavoz Romain Espino y el miembro Damien Rieu fueron acusados ante el tribunal penal. En el momento de los hechos, Génération Identitaire consideró que sus acciones estaban protegidas por el artículo 73 del Código de Procedimiento Penal, que establece que “en caso de delito o falta flagrante castigada con pena de prisión, cualquier persona tiene derecho a detener al autor y llevarlo ante el oficial de policía judicial más cercano”.
La presidenta del tribunal penal de Gap, Isabelle Defarge, se pronunció el 29 de agosto de 2019, dictando seis meses de prisión, multa de 2.000 euros y privación de los derechos cívicos, civiles y familiares durante cinco años para cada uno de los tres acusados, y la multa máxima de 75.000 euros para el movimiento. Los tres acusados, apoyados por varios dirigentes de RN y Marion Maréchal, calificaron la sentencia de «política» y recurrieron la sentencia.
El 16 de diciembre de 2020, el Tribunal de Apelación de Grenoble absolvió a los tres acusados, considerando que “esta acción, puramente de propaganda política, dirigida a los medios de comunicación, no era de naturaleza tal que pudiera crear confusión en la opinión pública con el ejercicio de la función de las fuerzas policiales”. Precisó también que “ninguno de los migrantes entrevistados había indicado haber confundido a estos individuos con policías, a pesar de que se trataba de personas en apuros, debilitadas, con poco o ningún dominio del francés”.

### Gran mezquita de Poitiers
El 20 de octubre de 2012, varias decenas de activistas de la Génération Identitaire ocuparon durante algunas horas las obras de la Gran Mezquita de Poitiers. En sus pancartas exigían un referéndum sobre la construcción de mezquitas y sobre la inmigración. Hicieron menciones a Carlos Martel y la Reconquista.
A raíz de esta acción, siete personas fueron acusadas, entre otras cosas, de daños, de organizar una manifestación pública sin autorización y complicidad en la incitación al odio racial. En diciembre de 2017, el tribunal de Poitiers condenó a cinco activistas a un año de prisión suspendida por “provocación de discriminación racial o religiosa” y “degradar bienes ajenos en una reunión” y a pagar 600 euros a las partes civiles. Génération identitaire fue condenada a una multa de 10.000 euros y a 24.465 euros en concepto de indemnización por daños materiales.
En apelación, en junio de 2020, se pronunció una absolución general a favor de los activistas de la GI debido a un olvido de interrumpir la prescripción por parte del fiscal.

### Jungla de Calais
El movimiento actuó en marzo de 2016 en la Jungla de Calais, un enorme campamento que albergaba hasta 10.000 inmigrantes que deseaban cruzar a Inglaterra. Durante varias horas, entre 80 y 130 activistas de Génération Identitaire bloquearon tres puentes que unen la Jungla de Calais con el centro de la ciudad. «Ataques contra la policía, contra automovilistas y camioneros, disturbios en la ciudad, desintegración total del tejido social y económico: en esto se ha convertido la vida cotidiana de la ciudad mártir, con una terrible aceleración en las últimas semanas», denunciaron en un comunicado de prensa. Catorce manifestantes fueron detenidos.

### Misión Pirineos
El 19 de enero de 2021, un grupo de activistas de Génération Identitaire llevaron a cabo una operación de bloqueo en los alrededores del paso de Portillon, en la frontera entre Francia y España. Según el prefecto, los electos y los responsables locales denunciaron estas «acciones puramente simbólicas que no han provocado ninguna perturbación del orden público, pero que han movilizado inútilmente a las fuerzas del orden, desviándolas de su misión de vigilancia de las fronteras».
En septiembre de 2021, Thaïs d'Escufon, portavoz de GI en el momento de los hechos, fue condenada por “insultos públicos” a dos meses de prisión en suspenso y una multa de 3.000 euros por la publicación de un artículo anti-migrantes vinculado a la “Misión de los Pirineos”. Jérémie Piano fue condenado a la misma pena por "incitación al odio racial", por haber mencionado "una invasión migratoria", "miles de inmigrantes ilegales ya en Francia", incluidos "probablemente ladrones, violadores y terroristas potenciales".
En septiembre de 2022, d'Escufon y Piano fueron absueltos por el Tribunal de Apelación de Toulouse.

### Protesta contra la violencia policial
El 13 de junio de 2020, durante una manifestación contra el racismo y la violencia policial organizada por el comité Verdad para Adama, una decena de miembros de Génération Identitaire desplegaron en un tejado una pancarta que decía “Justicia para las víctimas del racismo antiblanco–Las vidas blancas importan”. Los identitarios fueron desalojados por militantes antifascistas, antes de ser arrestados, y luego liberados sin ser procesados.

### Sede del Partido Socialista
El 26 de mayo de 2013, en el marco de una manifestación contra el matrimonio homosexual, veinte activistas de Génération identitaire subieron al tejado del número 10 de la calle de Solférino, sede parisina del Partido Socialista. Después de desplegar una pancarta que demostraba su desaprobación de las políticas de François Hollande, fueron rápidamente detenidos por la policía. El 15 de julio de 2017, ante el tribunal penal de París, los acusados declararon que «perdidos en una ciudad que no conocían», no premeditaron su acción, no se conocían y no instalaron la escalera, ni desplegaron la pancarta. Su defensa fue calificada de mala fe y torpe por la fiscalía debido a la presencia de un vídeo publicado por Génération identitaire que muestra entre bastidores la acción y, en particular, la instalación de la escalera. Quince acusados fueron condenados a multas de 500 euros.

### SOS Méditerranée
El 5 de octubre de 2018, activistas del movimiento entraron en los locales de Marsella de la asociación SOS Méditerranée. La organización dijo que su personal, consternado, había sido llevado a un lugar seguro. Activistas de Génération Identitaire publicaron vídeos de su operación en las redes sociales y el grupo reivindicó en Twitter una “ocupación” de la sede en Marsella de la ONG de ayuda a los inmigrantes. Exigieron la incautación del Aquarius, el último barco humanitario que recorrió el Mediterráneo para rescatar a los migrantes que intentaban cruzar clandestinamente hacia Europa. Veintidós activistas fueron acusados y puestos bajo supervisión judicial por violencia en reuniones, secuestro, participación en un grupo con el objetivo de cometer violencia y grabación y difusión de imágenes de violencia. El 29 de abril de 2019, Anaïs Lignier (portavoz del movimiento) fue procesada y puesta bajo supervisión judicial, acusada de complicidad en la violencia por haber grabado y difundido imágenes de la acción.
El 9 de febrero de 2020, activistas interrumpieron en la celebración de aniversario de la filial de SOS Méditerranée en Lyon, exhibiendo una pancarta que decía “Menos ONG=Menos muertes en el mar”.